# 199991 Adriencoffinet
199991 Adriencoffinet è un asteroide della fascia principale. Scoperto nel 2007, presenta un'orbita caratterizzata da un semiasse maggiore pari a 2,5877430 au e da un'eccentricità di 0,1277378, inclinata di 0,77337° rispetto all'eclittica.